# Лепро
Лепро (англ. Lepreau) — парафія в Канаді, у провінції Нью-Брансвік, у складі графства Шарлотт.

## Населення
За даними перепису 2016 року, парафія нараховувала 707 осіб, показавши скорочення на 6,0%, порівняно з 2011-м роком. Середня густина населення становила 3,4 осіб/км².
З офіційних мов обидвома одночасно володіли 65 жителів, тільки англійською — 640. Усього 10 осіб вважали рідною мовою не одну з офіційних.
Працездатне населення становило 55,5% усього населення, рівень безробіття — 15,5% (16,7% серед чоловіків та 13,3% серед жінок). 84,5% осіб були найманими працівниками, а 15,5% — самозайнятими.
Середній дохід на особу становив $38 625 (медіана $31 573), при цьому для чоловіків — $44 943, а для жінок $31 780 (медіани — $39 040 та $26 624 відповідно).
32,6% мешканців мали закінчену шкільну освіту, не мали закінченої шкільної освіти — 20,9%, 45% мали післяшкільну освіту, з яких 22,4% мали диплом бакалавра, або вищий, 10 осіб мали вчений ступінь.
| Статево-вікова структура населення | Статево-вікова структура населення | Статево-вікова структура населення | Статево-вікова структура населення | Статево-вікова структура населення |
| ---------------------------------- | ---------------------------------- | ---------------------------------- | ---------------------------------- | ---------------------------------- |
|                                    |                                    |                                    |                                    |                                    |
| Всього                             | Всього                             | 51,1%48,9%                         |                                    |                                    |
| 0 — 14 років                       | 0 — 14 років                       |                                    | 10,6%                              | 10,6%                              |
| 15 — 64 років                      | 15 — 64 років                      |                                    | 63,4%                              | 63,4%                              |
| 65 і більше                        | 65 і більше                        |                                    | 26,1%                              | 26,1%                              |
| 85 і більше                        | 85 і більше                        |                                    | 2,1%                               | 2,1%                               |
| Середній вік (років)               | Середній вік (років)               | 47,749,6                           | 48,6                               | 48,6                               |
| Медіана (років)                    | Медіана (років)                    | 51,353,9                           | 53,0                               | 53,0                               |
| — чоловіки — жінки                 |                                    |                                    |                                    |                                    |

| Походження мешканців:     | Походження мешканців:     | Походження мешканців: | Походження мешканців: | Походження мешканців: |
| ------------------------- | ------------------------- | --------------------- | --------------------- | --------------------- |
| Походження                |                           |                       | осіб                  | %                     |
| Корінні американці        | Корінні американці        |                       | 35                    | 4.96%                 |
| Інше північноамериканське | Інше північноамериканське |                       | 380                   | 53.9%                 |
| Європейське               | Європейське               |                       | 455                   | 64.54%                |
| британське                | британське                |                       | 365                   | 51.77%                |
| французьке                | французьке                |                       | 100                   | 14.18%                |
| українське                | українське                |                       | 10                    | 1.42%                 |

| Зайнятість населення за галузями (за класифікацією NOC): | Зайнятість населення за галузями (за класифікацією NOC): | Зайнятість населення за галузями (за класифікацією NOC): | Зайнятість населення за галузями (за класифікацією NOC): | Зайнятість населення за галузями (за класифікацією NOC): |
| -------------------------------------------------------- | -------------------------------------------------------- | -------------------------------------------------------- | -------------------------------------------------------- | -------------------------------------------------------- |
|                                                          |                                                          |                                                          |                                                          |                                                          |
| Управління                                               | Управління                                               |                                                          | 2,8%                                                     | 2,8%                                                     |
| Бізнес, фінанси та адміністрування                       | Бізнес, фінанси та адміністрування                       |                                                          | 12,7%                                                    | 12,7%                                                    |
| Природничі та прикладні науки                            | Природничі та прикладні науки                            |                                                          | 4,2%                                                     | 4,2%                                                     |
| Охорона здоров'я                                         | Охорона здоров'я                                         |                                                          | 7%                                                       | 7%                                                       |
| Освіта, правозахист, муніципальні та урядові служби      | Освіта, правозахист, муніципальні та урядові служби      |                                                          | 4,2%                                                     | 4,2%                                                     |
| Роздрібна торгівля та послуги                            | Роздрібна торгівля та послуги                            |                                                          | 18,3%                                                    | 18,3%                                                    |
| Гуртова торгівля, транспорт та обладнання                | Гуртова торгівля, транспорт та обладнання                |                                                          | 19,7%                                                    | 19,7%                                                    |
| Природні ресурси, сільське господарство                  | Природні ресурси, сільське господарство                  |                                                          | 21,1%                                                    | 21,1%                                                    |
| Виробництво                                              | Виробництво                                              |                                                          | 8,5%                                                     | 8,5%                                                     |

## Клімат
Середня річна температура становить 5,5°C, середня максимальна – 22,2°C, а середня мінімальна – -14,4°C. Середня річна кількість опадів – 1 306 мм.
| Клімат поселення                              | Клімат поселення | Клімат поселення | Клімат поселення | Клімат поселення | Клімат поселення | Клімат поселення | Клімат поселення | Клімат поселення | Клімат поселення | Клімат поселення | Клімат поселення | Клімат поселення | Клімат поселення |
| Показник                                      | Січ.             | Лют.             | Бер.             | Квіт.            | Трав.            | Черв.            | Лип.             | Серп.            | Вер.             | Жовт.            | Лист.            | Груд.            |                  |
| Середній максимум, °C                         | −2,16            | −0,97            | 4,21             | 10,33            | 16,35            | 21,04            | 22,17            | 21,84            | 17,59            | 11,85            | 6,22             | −0,65            |                  |
| Середня температура, °C                       | −8,26            | −7,09            | −1,91            | 4,20             | 10,22            | 14,92            | 17,92            | 17,60            | 13,35            | 7,63             | 1,97             | −4,87            |                  |
| Середній мінімум, °C                          | −14,39           | −13,2            | −8,03            | −1,92            | 4,10             | 8,80             | 13,70            | 13,37            | 9,14             | 3,39             | −2,26            | −9,12            |                  |
| Норма опадів, мм                              | 120              | 89               | 116              | 102              | 120              | 103              | 98               | 87               | 109              | 110              | 129              | 123              |                  |
| Середньомісячна швидкість вітру, м/с          | 4.52             | 4.53             | 4.56             | 4.31             | 3.93             | 3.57             | 3.15             | 3.06             | 3.47             | 3.96             | 4.32             | 4.55             |                  |
| Середньомісячна сонячна радіація, кДж/м²·день | 5460             | 8746             | 12365            | 15413            | 18191            | 20099            | 19890            | 17811            | 13410            | 8700             | 5228             | 4297             |                  |
| --------------------------------------------- | ---------------- | ---------------- | ---------------- | ---------------- | ---------------- | ---------------- | ---------------- | ---------------- | ---------------- | ---------------- | ---------------- | ---------------- | ---------------- |
| Джерело:                                      |                  |                  |                  |                  |                  |                  |                  |                  |                  |                  |                  |                  |                  |